# قائمة تشريعات الزراعة (مصر)
قوانين وقرارات الزراعة في مصر

## الزراعة
| م | التشريع المنظم                                      | تشريعات التعديلات | قرارات اللائحة التنفيذية للتشريع المنظم | الحالة | ملاحظات |
| - | --------------------------------------------------- | --- | --------------------------------------- | ------ | --- |
|   | الزراعة قانون رقم 53 لسنة 1966                      | - قانون رقم 34 لسنة 2018 - قانون رقم 7 لسنة 2018 - قانون رقم 13 لسنة 2014 - قانون رقم 231 لسنة 1988 - قانون رقم 2 لسنة 1985 - قانون رقم 225 لسنة 1984 - قانون رقم 116 لسنة 1983 - قانون رقم 154 لسنة 1980 - قانون رقم 59 لسنة 1978 - قانون رقم 31 لسنة 1978 - قانون رقم 100 لسنة 1976 - قانون رقم 37 لسنة 1976 - قانون رقم 59 لسنة 1973 |                                         |        | ألغي بموجبه: - الدكريتو الصادر في 5 يونيه سنة 1902 بشأن معاقبة من يستعمل القسوة مع الحيوانات - القانون رقم 6 لسنة 1912 بمنع ذبح عجول البقر وإناثها - القانون رقم 30 لسنة 1921 بالاحتياطات التي تتخذ لإبادة دودة لوز القطن - القانون رقم 13 لسنة 1922 لوقاية الطيور النافعة للزراعة - القانون رقم 5 لسنة 1926 بمراقبة بذرة القطن - القانون رقم 133 لسنة 1935 بمنع تصدير الحيوانات المستخدمة في الزراعة أو النقل إلى الخارج - القانون رقم 27 لسنة 1936 بمنع تصدير السمان إلى الخارج - القانون رقم 59 لسنة 1938 بمراقبة أصناف القطن - القانون رقم 28 لسنة 1941 بشأن زراعة الأشجار الخشبية على جسور الترع والمصارف العامة - الأمر رقم 606 لسنة 1945 بتقرير مرور الحيوانات المستوردة على المحاجر البيطرية الذي استمر العمل به بالقانون رقم 110 لسنة 1945 - القانون رقم 134 لسنة 1946 بتقرير قيود دخول طيور الزينة وريش هذه الطيور إلى القطر المصري. - القانون رقم 123 لسنة 1946 بتعميم زراعة التقاوي المنتقاة من الحاصلات الزراعية والقوانين المعدلة له - القانون رقم 60 لسنة 1948 في شأن الحيوان الشرس وإعدامه - القانون رقم 102 لسنة 1951 في شأن إحصاء بعض الحيوانات - القانون رقم 65 لسنة 1953 في شأن حظر صيد بعض الحيوانات البرية - القانون رقم 297 لسنة 1953 في شأن تنقية النباتات الغريبة من زراعات القطن - القانون رقم 951 لسنة 1953 في شأن تعميم زراعة تقاوي القطن المنتقاة - القانون رقم 170 لسنة 1954 في شأن تربية نباتات الفاكهة - القانون رقم 417 لسنة 1954 في شأن حماية المزروعات من الآفات والأمراض الطفيلية - القانون رقم 445 لسنة 1954 في شأن حظر استعمال العبوات المبطنة بالورق المقطرن في عمليات جني القطن - القانون رقم 449 لسنة 1954 في شأن تداول الأقطان الزهر - القانون رقم 509 لسنة 1954 في شأن المبيدات - القانون رقم 386 لسنة 1955 في شأن منع تصدير أشجار وفصائل نخيل البلح - القانون رقم 523 لسنة 1955 في شأن مراقبة النباتات والمنتجات النباتية المصدرة للخارج - القانون رقم 539 لسنة 1955 في شأن التدابير التي تتخذ لمقاومة الآفات - القانون رقم 27 لسنة 1956 في شأن تربية ووقاية النحل - القانون رقم 41 لسنة 1956 في شأن المخصبات الزراعية - القانون رقم 203 لسنة 1956 في شأن الكلاب ومرض الكلب - القانون رقم 339 لسنة 1956 في شأن الأصناف المختلفة من الأقطان الزهر - القانون رقم 21 لسنة 1957 في شأن تنظيم تجارة علف الحيوان - القانون رقم 200 لسنة 1957 في شأن تعيين مناطق زراعة أصناف القطن - القانون رقم 48 لسنة 1958 في شأن تنظيم أعمال السلخ وحفظ الجلود الخام - القانون رقم 158 لسنة 1958 في شأن إنتاج بذرة القطن - القانون رقم 146 لسنة 1960 في شأن تسجيل أصناف الحاصلات الزراعية - القانون رقم 258 لسنة 1960 في شأن حذر إخراج بذرة القطن - القانون رقم 278 لسنة 1960 في شأن مراقبة تقاوي الحاصلات الزراعية - القانون رقم 84 لسنة 1961 في شأن وجوب ذبح الحيوانات المستوردة من الخارج - القانون رقم 84 لسنة 1962 في شأن نظام بطاقات الحيازة الزراعية - القانون رقم 131 لسنة 1963 في شأن تحديد مساحة الأراضي التي تزرع بالحاصلات الصيفية - القانون رقم 166 لسنة 1963 في شأن تنظيم الإنتاج الزراعي - القانون رقم 11 لسنة 1964 في شأن تنظيم الدورة الزراعية |
|   | نظام بطاقات الحيازة الزراعية قانون رقم 84 لسنة 1962 | قانون رقم 145 لسنة 1962 |                                         | ملغي   | |

## تحسين وصيانة الأراضي الزراعية
| م | التشريع المنظم                                                                      | تشريعات التعديلات                         | قرارات اللائحة التنفيذية للتشريع المنظم | الحالة | ملاحظات |
| - | ----------------------------------------------------------------------------------- | ----------------------------------------- | --------------------------------------- | ------ | ------- |
|   | تحسين وصيانة الأراضي الزراعية قانون رقم 38 لسنة 1976                                | قانون رقم 14 لسنة 2019                    |                                         |        |         |
|   | إنشاء الجهاز التنفيذي لمشروعات تحسين الأراضي قرار رئيس الجمهورية رقم 2431 لسنة 1971 | قرار رئيس مجلس الوزراء رقم 1640 لسنة 2025 |                                         |        |         |

## حظر تملك الأجانب للأراضي الزراعية
| م | التشريع المنظم                                                                      | تشريعات التعديلات | قرارات اللائحة التنفيذية للتشريع المنظم | الحالة | ملاحظات                                 |
| - | ----------------------------------------------------------------------------------- | --- | --------------------------------------- | ------ | --------------------------------------- |
|   | حظر تملك الأجانب للأراضي الزراعية وما في حكمها قانون رقم 15 لسنة 1963               | |                                         |        | ألغي بموجبه: - القانون رقم 37 لسنة 1951 |
|   | منع غير المصريين من تملك الأراضي الزراعية في المملكة المصرية قانون رقم 37 لسنة 1951 | - قانون رقم 104 لسنة 1985 - قانون رقم 128 لسنة 1974 - قانون رقم 69 لسنة 1971 - قانون رقم 35 لسنة 1971 - قانون رقم 29 لسنة 1969 |                                         | ملغي   |                                         |

## الري والصرف
| م | التشريع المنظم                                                                                                   | تشريعات التعديلات                                                                                      | قرارات اللائحة التنفيذية للتشريع المنظم | الحالة | ملاحظات |
| - | --- | --- | --- | ------ | --- |
|   | الموارد المائية والري قانون رقم 147 لسنة 2021                                                                    | قانون رقم 167 لسنة 2025                                                                                | قرار رئيس مجلس الوزراء رقم 81 لسنة 2023 |        | ألغي بموجبه: - القانون رقم 12 لسنة 1984 |
|   | الري والصرف قانون رقم 12 لسنة 1984                                                                               | - قانون رقم 102 لسنة 2015 - قانون رقم 213 لسنة 1994                                                    | - قرار وزاري رقم 30 لسنة 2021 - قرار وزاري رقم 1634 لسنة 2015 - قرار وزاري رقم 258 لسنة 2008 - قرار وزاري رقم 54 لسنة 2008 - قرار وزاري رقم 14717 لسنة 1987 | ملغي   | ألغي بموجبه: - القانون رقم 74 لسنة 1971 - المادة رقم 21 من القانون رقم 143 لسنة 1981 في شأن الأراضي الصحراوية                                                                                                 |
|   | الري والصرف قانون رقم 74 لسنة 1971                                                                               | - قانون رقم 60 لسنة 1979 - قانون رقم 15 لسنة 1978 - قانون رقم 68 لسنة 1975                             | | ملغي   | ألغي بموجبه: - القانون رقم 87 لسنة 1942 - القانون رقم 148 لسنة 1949 - القانون رقم 20 لسنة 1953 - القانون رقم 68 لسنة 1953 - القانون رقم 71 لسنة 1953 - القانون رقم 82 لسنة 1956                               |
|   | المصارف الحقلية قانون رقم 82 لسنة 1956                                                                           | - قانون رقم 87 لسنة 1962 - قانون رقم 115 لسنة 1959                                                     | | ملغي   | ألغي بموجبه: - القانون رقم 35 لسنة 1949 |
|   | تحديد مناطق زراعة الأرز قانون رقم 71 لسنة 1953                                                                   | | | ملغي   | |
|   | الري والصرف قانون رقم 68 لسنة 1953                                                                               | - قانون رقم 116 لسنة 1959 - قانون رقم 164 لسنة 1957 - قانون رقم 385 لسنة 1956 - قانون رقم 29 لسنة 1956 | | ملغي   | ألغي بموجبه: - الأمر العالي الصادر في 25 يناير 1881 - الأمر العالي الصادر في 8 مارس 1881 - الأمر العالي الصادر في 9 سبتمبر 1887 - الأمر العالي الصادر في 22 فبراير 1894 - الأمر العالي الصادر في 15 مايو 1903 |
|   | أجور الري من الآلات الرافعة التي يديرها الأهالي والمقامة على النيل والترع العامة والمساقي قانون رقم 20 لسنة 1953 | | | ملغي   | |
|   | أجور الانتفاع بمياه الابار الارتوازية قانون رقم 148 لسنة 1949                                                    | | | ملغي   | |
|   | المصارف الحقلية قانون رقم 35 لسنة 1949                                                                           | | | ملغي   | |
|   | تحصيل أجور الري من طلمبات وآلات الحكومة قانون رقم 87 لسنة 1942                                                   | | | ملغي   | |

## الإصلاح الزراعي
| م | التشريع المنظم | تشريعات التعديلات | قرارات اللائحة التنفيذية للتشريع المنظم                                                   | الحالة | ملاحظات |
| - | --- | --- | ----------------------------------------------------------------------------------------- | ------ | --- |
|   | تخصيص نسبة من حصيلة إيرادات بساتين الإصلاح الزراعي للصرف على أغراض الإحلال قرار رئيس الجمهورية رقم 247 لسنة 1986  | |                                                                                           |        | |
|   | تصفية بعض الأوضاع المترتبة على قوانين الإصلاح الزراعي قانون رقم 3 لسنة 1986                                       | | - قرار وزاري رقم 221 لسنة 1989 - قرار وزاري رقم 877 لسنة 1986                             |        | |
|   | تقرير بعض الأحكام الخاصة بتصرفات الملاك الخاضعين لأحكام قوانين الإصلاح الزراعي قانون رقم 15 لسنة 1970             | قانون رقم 50 لسنة 1979 |                                                                                           |        | |
|   | تعيين حد أقصى لملكية الأسرة والفرد في الأراضي الزراعية وما في حكمها قانون رقم 50 لسنة 1969                        | قانون رقم 81 لسنة 1971 |                                                                                           |        | |
|   | التصرف في حدائق الإصلاح الزراعي قرار رئيس الجمهورية رقم 46 لسنة 1969                                              | |                                                                                           |        | |
|   | التصرف في حدائق الإصلاح الزراعي قانون رقم 2193 لسنة 1967                                                          | |                                                                                           |        | |
|   | تملك الدولة للأراضي الزراعية التي تم الاستيلاء عليها دون مقابل قانون رقم 104 لسنة 1964                            | حكم عدم دستورية القرار بقانون رقم 104 لسنة 1964 بأيلولة ملكية الأراضى الزراعية التى تم الاستيلاء عليها إلى الدولة دون مقابل |                                                                                           |        | |
|   | الاعتراضات ببور الأرض المقدمة إلى الهيئة العامة للإصلاح الزراعي قانون رقم 84 لسنة 1963                            | |                                                                                           |        | |
|   | توزيع أراضي على صغار الزراع قانون رقم 3 لسنة 1963                                                                 | |                                                                                           |        | |
|   | التركات الشاغرة التي تتخلف عن المتوفيين من غير وارث قانون رقم 71 لسنة 1962                                        | |                                                                                           |        | |
|   | تسليم الأعيان التي تديرها وزارة الأوقاف إلى الهيئة العامة للإصلاح الزراعي والمجالس المحلية قانون رقم 44 لسنة 1962 | |                                                                                           |        | |
|   | استبدال الأراضي الزراعية الموقوفة على جهات البر العامة للأقباط الأرثوذكس قانون رقم 264 لسنة 1960                  | |                                                                                           |        | |
|   | توزيع الأراضي الزراعية المصادرة على صغار الفلاحين قانون رقم 119 لسنة 1959                                         | قانون رقم 65 لسنة 1960 |                                                                                           |        | |
|   | تنظيم استبدال الأراضي الزراعية الموقوفة على جهات البر قانون رقم 152 لسنة 1957                                     | |                                                                                           |        | |
|   | محاكم النظر في المنازعات الخاصة بقانون الإصلاح الزراعي قانون رقم 494 لسنة 1953                                    | قانون رقم 524 لسنة 1954 |                                                                                           |        | |
|   | الإصلاح الزراعي قانون رقم 178 لسنة 1952                                                                           | - قانون رقم 15 لسنة 2022 - قانون رقم 96 لسنة 1992 - قانون رقم 123 لسنة 1974 - قانون رقم 75 لسنة 1971 - قانون رقم 69 لسنة 1971 - قانون رقم 52 لسنة 1966 - قانون رقم 45 لسنة 1965 - قانون رقم 14 لسنة 1965 - قانون رقم 138 لسنة 1964 - قانون رقم 83 لسنة 1963 - قانون رقم 17 لسنة 1963 - قانون رقم 139 لسنة 1962 - قانون رقم 85 لسنة 1962 - قانون رقم 187 لسنة 1961 - قانون رقم 185 لسنة 1961 - قانون رقم 172 لسنة 1961 - قانون رقم 132 لسنة 1961 - قانون رقم 127 لسنة 1961 - قانون رقم 274 لسنة 1960 - قانون رقم 60 لسنة 1960 - قانون رقم 34 لسنة 1960 - قرار رئيس الجمهورية رقم 1377 لسنة 1959 - قانون رقم 205 لسنة 1959 - قانون رقم 183 لسنة 1959 - قانون رقم 168 لسنة 1958 - قانون رقم 121 لسنة 1958 - قانون رقم 120 لسنة 1958 - قانون رقم 24 لسنة 1958 - قانون رقم 148 لسنة 1957 - قانون رقم 84 لسنة 1957 - قرار رئيس الجمهورية لسنة 1957 - قانون رقم 333 لسنة 1956 - قانون رقم 298 لسنة 1956 - قانون رقم 268 لسنة 1956 - قانون رقم 267 لسنة 1956 - قانون رقم 651 لسنة 1955 - قانون رقم 554 لسنة 1955 - قانون رقم 411 لسنة 1955 - قانون رقم 245 لسنة 1955 - قانون رقم 474 لسنة 1954 - قانون رقم 403 لسنة 1954 - قانون رقم 355 لسنة 1954 - قانون رقم 210 لسنة 1954 - قانون رقم 452 لسنة 1953 - قانون رقم 406 لسنة 1953 - قانون رقم 405 لسنة 1953 - قانون رقم 397 لسنة 1953 - قانون رقم 300 لسنة 1953 - قانون رقم 270 لسنة 1953 - قانون رقم 241 لسنة 1953 - قانون رقم 225 لسنة 1953 - قانون رقم 131 لسنة 1953 - قانون رقم 108 لسنة 1953 - قانون رقم 311 لسنة 1952 - قانون رقم 271 لسنة 1952 - قانون رقم 264 لسنة 1952 - قانون رقم 197 لسنة 1952 | - مرسوم لسنة 1953 - قرار رئيس الجمهورية لسنة 1957 - قرار رئيس الجمهورية رقم 691 لسنة 1962 |        | - بموجب المادة 12 من القانون تأسست لجنة عليا للإشراف على الاستيلاء والتوزيع - بموجب قرار رئيس الجمهورية لسنة 1957 أنشئت الهيئة العامة للإصلاح الزراعي |
|   | الإصلاح الزراعي القروي قانون رقم 30 لسنة 1944                                                                     | |                                                                                           |        | |

## مستقبل مصر للتنمية المستدامة
| م | التشريع المنظم                                                          | تشريعات التعديلات | قرارات اللائحة التنفيذية للتشريع المنظم | الحالة | ملاحظات |
| - | ----------------------------------------------------------------------- | ----------------- | --------------------------------------- | ------ | ------- |
|   | تخصيص بعض الأراضي قرار رئيس الجمهورية رقم 538 لسنة 2024                 |                   |                                         |        |         |
|   | تخصيص بعض الأراضي قرار رئيس الجمهورية رقم 339 لسنة 2024                 |                   |                                         |        |         |
|   | تخصيص بعض الأراضي قرار رئيس الجمهورية رقم 338 لسنة 2024                 |                   |                                         |        |         |
|   | تخصيص بعض الأراضي قرار رئيس الجمهورية رقم 285 لسنة 2024                 |                   |                                         |        |         |
|   | تخصيص بعض الأراضي قرار رئيس الجمهورية رقم 114 لسنة 2024                 |                   |                                         |        |         |
|   | جهاز مستقبل مصر للتنمية المستدامة قرار رئيس الجمهورية رقم 591 لسنة 2022 |                   |                                         |        |         |

## التعمير والتنمية الزراعية
| م | التشريع المنظم                                                                                  | تشريعات التعديلات | قرارات اللائحة التنفيذية للتشريع المنظم | الحالة | ملاحظات |
| - | ----------------------------------------------------------------------------------------------- | --- | --------------------------------------- | ------ | --- |
|   | قرار رئيس الجمهورية رقم 70 لسنة 2007                                                            | |                                         |        | تم بموجبه: - دمج «الهيئة العامة لتنمية بحيرة السد العالي» بما فيها المسطح المائي للبحيرة وما ينشأ عنها من منخفضات في «الهيئة العامة لمشروعات التعمير والتنمية الزراعية» - إلغاء المادة رقم 3 من قرار رئيس الجمهورية رقم 70 لسنة 2007 بموجب القانون رقم 146 لسنة 2021 في شأن حماية وتنمية البحيرات والثروة السمكية |
|   | قرار رئيس الجمهورية رقم 295 لسنة 1984                                                           | |                                         |        | تم بموجبه: نقل بعض الاختصاصات إلى الهيئة العامة لمشروعات التعمير والتنمية الزراعية |
|   | قرار رئيس الجمهورية رقم 505 لسنة 1977                                                           | |                                         |        | تم بموجبه: تعديل اختصاصات الهيئة العامة لمشروعات التعمير والتنمية الزراعية |
|   | الهيئة العامة لمشروعات التعمير والتنمية الزراعية قرار رئيس الجمهورية رقم 269 لسنة 1975          | |                                         |        | تم بموجبه: دمج «الجهاز التنفيذي للمشروعات الصحراوية» في «الهيئة المصرية العامة للتعمير والمشروعات الزراعية» وتعديل تسميتها إلى «الهيئة العامة لمشروعات التعمير والتنمية الزراعية» |
|   | الهيئة المصرية العامة للتعمير والمشروعات الزراعية قرار رئيس الجمهورية رقم 2429 لسنة 1971        | |                                         |        | تم بموجبه: تعديل اسم «الهيئة العامة لتعمير الأراضي» إلى «الهيئة المصرية العامة للتعمير والمشروعات الزراعية» |
|   | تحويل المؤسسة المصرية العامة لتعمير الصحاري إلى هيئة عامة قرار رئيس الجمهورية رقم 453 لسنة 1969 | قرار رئيس الجمهورية رقم 2437 لسنة 1971: تم بموجبه تعديل اسم «الهيئة العامة لتعمير الصحاري» إلى «الجهاز التنفيذي للمشروعات الصحراوية» |                                         |        | |
|   | تحويل المؤسسة المصرية العامة لتعمير الأراضي إلى هيئة عامة قرار رئيس الجمهورية رقم 452 لسنة 1969 | |                                         |        | |
|   | المؤسسة المصرية العامة لتعمير الصحاري قرار رئيس الجمهورية رقم 3317 لسنة 1962                    | |                                         |        | حلت بموجبه «المؤسسة المصرية العامة لتعمير الصحاري» محل «المؤسسة العامة لتعمير الصحاري» |
|   | المؤسسة المصرية العامة لتعمير الأراضي قرار رئيس الجمهورية رقم 3316 لسنة 1962                    | |                                         |        | أنشئت بموجبه: «المؤسسة المصرية العامة لتعمير الأراضي» لتحل محل «الهيئة الدائمة لاستصلاح الأراضي» |
|   | إنشاء الهيئة العامة لتعمير الصحاري قرار رئيس الجمهورية رقم 572 لسنة 1959                        | |                                         |        | |
|   | إنشاء المؤسسة العامة لتعمير الصحاري قرار رئيس الجمهورية رقم 1515 لسنة 1961                      | |                                         |        | |
|   | قرار رئيس الجمهورية رقم 1043 لسنة 1957                                                          | |                                         |        | تم بموجبه: إدماج «مؤسسة مديرية التحرير» في «الهيئة الدائمة لاستصلاح الأراضي» |
|   | الهيئة الدائمة لاستصلاح الأراضي رقم 643 لسنة 1955                                               | |                                         |        | |
|   | إنشاء الهيئة الدائمة لاستصلاح الأراضي رقم 169 لسنة 1954                                         | |                                         |        | أنشئت بموجبه: الهيئة الدائمة لاستصلاح الأراضي |

## الهيئة الزراعية المصرية
| م | التشريع المنظم                                                                         | تشريعات التعديلات | قرارات اللائحة التنفيذية للتشريع المنظم | الحالة | ملاحظات                                                                          |
| - | -------------------------------------------------------------------------------------- | --- | --------------------------------------- | ------ | -------------------------------------------------------------------------------- |
|   | تشكيل مجلس إدارة الهيئة الزراعية المصرية قرار رئيس الجمهورية رقم 1173 لسنة 1969        | |                                         |        |                                                                                  |
|   | اعتبار الهيئة الزراعية المصرية هيئة عامة قرار رئيس الجمهورية رقم 1925 لسنة 1967        | |                                         |        |                                                                                  |
|   | إدماج لجنة تحسين نتاج الخيل قرار رئيس الجمهورية رقم 180 لسنة 1960                      | |                                         |        |                                                                                  |
|   | تشكيل مجلس إدارة الهيئة الزراعية المصرية قرار رئيس الجمهورية رقم 1940 لسنة 1959        | |                                         |        |                                                                                  |
|   | إنشاء الهيئة الزراعية المصرية قانون رقم 367 لسنة 1956                                  | - قرار رئيس الجمهورية رقم 269 لسنة 1960 - قرار رئيس الجمهورية رقم 413 لسنة 1959 - قرار رئيس الجمهورية قم 176 لسنة 1957 |                                         |        | ألغي بموجبه: - القانون رقم 76 لسنة 1954 وحلت الهيئة محل الجمعية الزراعية المصرية |
|   | إطلاق اسم الجمعية الزراعية المصرية على الجمعية الزراعية الملكية قانون رقم 76 لسنة 1954 | |                                         | ملغي   |                                                                                  |

## أنظر أيضاً
- قائمة تشريعات الاستثمار والمناطق الحرة (مصر)
- قائمة تشريعات المناطق الاقتصادية (مصر)
- قائمة تشريعات التعاقدات والمناقصات والمزايدات (مصر)
- قائمة تشريعات الطاقة والثروة المعدنية (مصر)
- قائمة تشريعات السياحة (مصر)
- قائمة تشريعات الصناعة (مصر)
- قائمة تشريعات النقل (مصر)
- قائمة تشريعات التعمير (مصر)
- قائمة تشريعات الصحة (مصر)
- قائمة تشريعات الرياضة (مصر)
- قائمة تشريعات التنمية (مصر)
- قائمة تشريعات التجارة والشركات (مصر)
- قائمة تشريعات المواصفات والقياس (مصر)
- قائمة تشريعات الاستيراد والتصدير (مصر)
- قائمة تشريعات الإتفاقيات الدولية (مصر)
- قائمة تشريعات الرقابة والحماية والتحكيم (مصر)
- قائمة تشريعات الأسواق والأدوات المالية غير المصرفية (مصر)
- قائمة تشريعات المصارف والنقد (مصر)
- قائمة تشريعات الضرائب والجمارك والرسوم (مصر)
- قائمة تشريعات العمل (مصر)